# آن تشيول-سو
آن تشيول-سو (من مواليد 26 فبراير 1962) سياسي وطبيب ورجل أعمال ومنظم برمجيات من كوريا الجنوبية. يشغل حاليًا منصب عضو في الجمعية الوطنية كجزء من حزب سلطة الشعب المحافظ.
قبل مسيرته المهنية في السياسة، أسس آن شركة آن لاب، وهي شركة برمجيات مضادة للفيروسات، في عام 1995. كان رئيس مجلس الإدارة والمدير التنفيذي للتعليم في آن لاب حتى سبتمبر عام 2012، وما يزال أكبر مساهم في الشركة. قبل دخوله عالم السياسة، عمل آن عميدًا لكلية الدراسات العليا لتقارب العلوم والتكنولوجيا في جامعة سول الحكومية حتى سبتمبر عام 2012.
شارك آن في السياسة بشكل رسمي لأول مرة كمرشح مستقل في الانتخابات الرئاسية الكورية الجنوبية لعام 2012، إذ انتُخب بقوة قبل انسحابه وتأييده لحملة مرشح الحزب الديمقراطي، مون جاي إن، التي فشلت في النهاية. في الانتخابات الرئاسية الكورية الجنوبية لعام 2017، ترشح آن للحزب الثالث، وخسر أمام مون جاي إن إذ حصل على نسبة 21.4% من الأصوات الشعبية. في الانتخابات الرئاسية الكورية الجنوبية لعام 2022، ترشح آن مرة أخرى للحزب الثالث قبل الانسحاب وتأييد مرشح حزب سلطة الشعب المحافظ، يون سوك يول، الذي فاز في الانتخابات. خاض آن أيضًا انتخابات 2018 و2021 لمنصب عمدة سول.
كان آن سياسيًا يساريًا عندما دخل السياسة في عام 2012، ثم اعتُبر سياسيًا وسطيًا بترشحه الرئاسي لعام 2017، ويُعد الآن سياسيًا يمينيًا.
في عام 2014، أصبح آن أحد المؤسسين والقادة المشاركين لتحالف السياسات الجديدة من أجل الديمقراطية، المعروف الآن باسم الحزب الديمقراطي الكوري، قبل أن يتنحى عن قيادة الحزب بعد بضعة أشهر ثم ينشق عن الحزب في عام 2015. في عام 2016، كان أحد مؤسسي حزب الشعب الوسطي، وغالبًا ما شغل منصب زعيم الحزب حتى اندماج حزب الشعب وحزب بارون لتشكيل حزب بارونميرا في فبراير عام 2018. في عام 2020، انفصل آن عن حزب بارونميرا وأنشأ حزبًا جديدًا، سُمي أيضًا حزب الشعب، وقاده آن حتى اندمج حزب الشعب وحزب سلطة الشعب في أبريل عام 2022. أصبح عضوًا في حزب سلطة الشعب منذ أبريل عام 2022.

## النشأة والتعليم
وُلد آن في 26 فبراير عام 1962، في ميريانغ بمقاطعة غيونغسانغ الجنوبية، بينما كان والده في الخدمة العسكرية هناك؛ انتقل بعد ذلك مع عائلته إلى بوسان، حيث نشأ. لم يكن آن طفلًا يحب الدراسة ولكن، كانت لديه هوايات أكاديمية مثل القراءة.
حصل على درجة دكتور في الطب وماجستير في العلوم ودكتوراه في علم وظائف الأعضاء من جامعة سول الحكومية بين عامي 1980 و1991. أصبح أصغر رئيس أساتذة في كلية الطب بجامعة دانكوك في السابعة والعشرين من عمره، واضعًا بذلك أول بصمة مهنية له كطبيب. التقى آن بزوجته أثناء وجوده في الجامعة.
عندما كان طالب دراسات عليا يسعى إلى الحصول على درجة الدكتوراه في الطب، نما اهتمام آن ببرمجيات الحواسيب كهواية، وبشكل خاص، البرامج المضادة للفيروسات. سرعان ما بدأ العمل على برنامج مضاد للفيروسات خاص به بعد أن بدأ فيروس يصيب أجهزة الحواسيب بشكل جماعي في كوريا. سرعان ما وقع آن ضحية للفيروس نفسه وأجرى هندسة عكسية للفيروس لمحوه من محرك الأقراص الخاص به. أُطلق على البرنامج الذي صممه للتخلص من الفيروس اسم «فاكسين»، وقدمه آن مجانًا للعامة.

## الوظيفة

### شركة آن لاب
بعد إنهاء الخدمة العسكرية كضابط طبي في البحرية الكورية الجنوبية، وترك مسيرته في مهنة الطب، واصل تشيول-سو تأسيس شركة آن لاب في مارس عام 1995 بعد أن نصحه مسؤول إحدى شركات البرمجيات بالقيام بذلك. حاول آن سابقًا توزيع برنامج في3 عبر ماركة سامسونج التجارية لكنها رفضت عرضه.
عانى آن خلال السنوات العديدة الأولى، إذ لم يكن يعرف كيف يدير مشروعًا تجاريًا في البداية. في أثناء إدارته للشركة، كان آن يحاول أيضًا الحصول على درجة الماجستير في الهندسة من جامعة بنسيلفانيا، حيث تخرج عام 1997. تلقى آن في النهاية عرضًا بقيمة 10 ملايين دولار من شركة البرمجيات الأمريكية العملاقة، مكافي، والتقى آن بجون مكافي شخصيًا. كان مكافي يجاهد للتوسع في كوريا الجنوبية بسبب شركة آن لاب وأراد شراءها في محاولة لاحتكار سوق البرامج المضادة للفيروسات في كوريا الجنوبية. رفض آن العرض لأنه ورغم معاناة شركته، كان بيعها سيؤدي إلى تسريح واسع النطاق للموظفين وقد يسمح لشركة أجنبية بالسيطرة على السوق الكورية.
في عام 1999، بدأت الشركة في تحقيق فائض مالي بعد انتشار فيروس سي آي إتش في كوريا واضطرار الأفرد إلى شراء برنامج في3 للحماية منه. بحلول نهاية عام 1999، أصبحت شركة آن لاب ثاني أكبر شركة لأمن الحواسيب في كوريا الجنوبية. في نفس العام، فاز بجائزة أفضل عالم في العام التي قدمتها جمعية الصحفيين العلميين الكورية.
أصبحت الشركة نفسها فيما بعد أكبر شركة لأمن الحواسيب في كوريا الجنوبية، وأدرجت ضمن القوائم السنوية للشركات الكورية الجديرة بالإعجاب من قبل جمعية الاستشاريين الإداريين الكورية بين عامي 2004 و2008. استقال من منصب الرئيس التنفيذي في عام 2005 وشغل منصب رئيس مجلس الإدارة حتى عام 2012.